# Gotland megye
Gotland megye (svédül Gotlands län) Svédország egyik megyéje. A Balti-tengeren helyezkedik. Gotland, Fårö és néhány kisebb sziget tartozik hozzá. A megyében csak egy község van, Gotland község.

## Tartomány
Gotland tartomány határai ugyanazok, mint Gotland megye határai.

## Címer
Gotland megye a hasonló nevű tartománytól örökölte címerét. Mikor a korona is rajta van, akkor a Megye Adminisztrációs Bizottságát jelöli.

## Népesség
| Lakosok száma | 58 595 | 59 249 | 59 686 | 60 124 | 61 001 | 61 173 | 61 029 | 61 081 |
|               | 2017   | 2018   | 2019   | 2020   | 2021   | 2022   | 2023   | 2024   |